# Daniel Pomarède
Daniel Pomarède, né le 3 octobre 1971, est un astrophysicien français, chercheur de l’Institut de Recherche sur les Lois Fondamentales de l’Univers au CEA Université Paris-Saclay. Il a co-découvert Laniakea, le superamas de galaxies auquel appartient notre galaxie la Voie Lactée. Il est également co-auteur de la découverte, en 2023, de Ho'oleilana, une structure sphérique observée dans la distribution des galaxies et interprétée comme la manifestation d'une Oscillation Acoustique Baryonique. Spécialisé dans la visualisation de données et la Cosmographie, une branche de la cosmologie consacrée à la cartographie du Cosmos, il est également co-auteur des découvertes du Répulseur du dipôle et du répulseur du Point Froid, deux grands vides cosmiques dont les propriétés ont des conséquences importantes pour la Cosmologie, et de la découverte du Mur du Pôle Sud, une grande structure située dans la direction du pôle sud céleste au-delà des frontières australes de Laniakea.
Daniel Pomarède est auteur pour Encyclopædia Universalis,. Il publie chez l'éditeur américain Starship Sloane Publishing,, pour lequel il est également éditeur scientifique,,, des magazines de science-fiction Galaxy Science Fiction et If (magazine). Il a contribué à des ouvrages collectifs tels que le livre Étonnant infinis publié par le CNRS et le numéro spécial 1000ème du Bulletin de l'union des physiciens.

## Biographie
Daniel Pomarède est diplômé du Magistère Interuniversitaire de Physique, un cursus proposé conjointement par le Département de Physique de l'École Normale Supérieure de Paris et les Universités de Paris (1991-1994), au cours duquel il a travaillé sur des projets de recherche en Physique atomique, sur la violation de la Parité dans les atomes de césium dans le groupe de Marie-Anne Bouchiat au Laboratoire de Spectroscopie Hertzienne de l'ENS, en optique des guides d’ondes au Laser Research Group de l’Université de Manchester, et sur les extensions supersymétriques du Modèle Standard au Service de Physique Théorique du CEA Saclay.
Il a effectué son Service National en tant que coopérant scientifique au Laboratoire National de Brookhaven, New York, USA, et a obtenu le diplôme du Master of Science de l’Université de Caroline du Sud, contribuant à la préparation et l’analyse d’expériences de physique nucléaire sur la structure en spin du nucléon. 
En 1999, il soutient sa thèse de Doctorat en Physique des Particules et Cosmologie, obtenue avec la mention très honorable avec les félicitations du jury à l’unanimité, au Laboratoire de Physique Nucléaire des Hautes Energies de l’Ecole Polytechnique, sur la recherche d’antimatière dans les rayons cosmiques, une recherche expérimentale utilisant le télescope de 10 m de l’Observatoire du Whipple au Mont Hopkins en Arizona.
Il occupe ensuite des postes de chercheur postdoctoral au Service de Physique des Particules du CEA Saclay et au Département de Physique de l’Université de Rome, La Sapienza, sur la préparation de l’expérience ATLAS au CERN.
De retour à Saclay, il prend part en 2005 à la fondation du Projet COAST “Computational Astrophysics” de simulations massivement parallèles en astrophysique, dans le contexte duquel il développe le logiciel SDvision (pour « Saclay Data Visualization »). 
Depuis 2010 il applique ces techniques d’analyse et de visualisation de données dans le champ de la Cosmographie,,,,,,,,,,,,,.

## Recherche
Daniel Pomarède est co-auteur de plusieurs articles de cosmographie, dont l’objet est la cartographie de la distribution de matière et de la dynamique de l’Univers observable, parmi lesquels:
- Découverte de Laniakea, notre superamas de galaxies (2014)[29]. Cette structure a été découverte dans la cartographie du champ de vitesse reconstruit à partir du catalogue de vitesses particulières et de distances des galaxies Cosmicflows-2, où il apparait un bassin d’attraction au sein duquel les lignes de courant convergent sur un attracteur unique : le Grand Attracteur. Le volume qui renferme ce bassin d’attraction, de dimensions caractéristique 160 Mpc, permet de visualiser pour la première fois les frontières du superamas de galaxies auquel appartient notre galaxie, la Voie Lactée. Cette structure est nommée Laniakea, association des termes Hawaïen Lani, ciel, et Akea, immense, en honneur des navigateurs et astronomes Polynésiens qui utilisaient les étoiles et les courants océaniques pour se guider à travers l’immensité de l’Océan Pacifique. Cette découverte fait la couverture[30] de Nature[31], et est accompagnée d’un article « News »[32], d’un article « News & Views »[33], d’un éditorial[34], et d’une vidéo Nature[35].
- Découverte du Répulseur du Dipôle (2017)[36]. L’analyse et la visualisation des courants cosmiques ont révélé que le champ de vitesse diverge d’une région, a priori un grand vide cosmique, dont la position est anti-alignée avec la direction du mouvement de notre galaxie à 630 km/s (un mouvement qui cause un dipôle dans la distribution sur la sphère céleste de la température du rayonnement fossile du Fond Diffus Cosmologique). La matière s’écoulant depuis les vides sous-denses vers les régions sur-denses, un vide exerce une force résultante répulsive pour les galaxies qui l’entourent, bien que la seule force fondamentale en jeu soit la gravitation, une force attractive. L’influence du Répulseur du Dipôle sur notre galaxie est comparable en amplitude à celle de l’attracteur du superamas de Shapley. Cette découverte a été publiée dans le journal nouvellement créé Nature Astronomy.
- Découverte du Répulseur du Point Froid (2017)[37]. La cartographie du champ de vitesse inféré du catalogue Cosmicflows-3 révèle la présence d’un immense bassin de répulsion situé dans la direction du Point froid, une anomalie observée dans la distribution de la température du rayonnement fossile du Fond Diffus Cosmologique. Une hypothèse avancée pour expliquer les propriétés de ce point froid serait la présence d’un supervide ou d’une succession de vides moins important. La découverte du Répulseur du Point Froid est un élément supplémentaire en faveur de cette hypothèse.
- Découverte du Mur du Pôle Sud (2020)[38]. Le Mur du Pôle Sud est une grande structure cosmologique observée dans la direction du pôle sud céleste. Ce filament en forme d’arc embrasse les frontières australes du superamas Laniakea. Ce mur a environ la même taille que le Grand Mur de Sloan, tout en étant deux fois plus proche[15].
- Découverte de Ho'oleilana (2023)[39], une structure en forme de coquille sphérique de 1 milliard d'années-lumière de diamètre observée dans la distribution des galaxies. Cette structure est interprétée comme étant le fossile d'une onde acoustique baryonique produite dans le plasma primordial[40],[41],[42],[43],[44],[45].

## Communication avec le public
Vidéos
La cosmographie repose sur des cartes qui peuvent prendre diverses formes, en particulier des vidéos et des visualisations interactives. Bien que destinées à l’origine aux spécialistes du domaine et publiées dans des journaux à comités de lecture, ces cartes vidéos sont également accessibles au grand public.
- “Cosmography of the Local Universe” est une vidéo de 17 minutes qui explore la structure de l’Univers proche et plus particulièrement la région du Grand Attracteur, grâce une cartographie issue du catalogue de galaxies Cosmicflows-1[46]. Discover Magazine l’a décrite en ces termes : “The Most Amazing Map You’ll See Today (No Matter What Day It Is)”[47]; “New Science of Cosmography Reveals 3-D Map of the Local Universe” (MIT Technology Review)[17]; “Spectacular Cosmographic Maps Chart Galaxies and Superclusters in Local Universe” (Wired)[18]; “This video is a trip – through the known universe” (Los Angeles Times)[19]; “Astronomers create stunning 3D space maps of Earth’s nearest galaxies” (METRO)[48]; “Cosmic Cartography: Here Is Your (Local) Universe” (Scientific American)[49].
- La découverte de Laniakea est l’objet d’une vidéo Nature « Laniakea: Our home supercluster » qui a collecté 6,7 millions de vues[50]. Cette vidéo utilise des éléments de “Cosmography of the Local Universe” et de la vidéo “Laniakea Supercluster”[51] produite pour la publication dans Nature.
- “Action Dynamics of the Local Supercluster”[52] est possiblement la première visualisation interactive 4D à être utilisée dans un article scientifique. Publiée dans Astrophysical Journal[53], cette animation interactive montre les trajectoires d’un ensemble de galaxies, groupes de galaxies, et amas de galaxies du Superamas Local reconstruites avec la Méthode d’Action Numérique, avec une évolution temporelle allant de - 13.25 milliards d’années jusqu’au présent.
- "The Cosmic V-Web” est une carte de la Toile Cosmique proposée sous la forme d’une vidéo de 11 minutes et d’une visualisation interactive en 3D[54]. Inférée de l’analyse des propriétés du champ de vitesse, cette carte a été publiée dans Astrophysical Journal[55].
- “Cosmicflows-3: Cosmography of the Local Void” est une vidéo de 11 minutes explorant la carte du Vide Local, un vide cosmique en bordure duquel est situé notre galaxie, la Voie Lactée, ainsi que ses relations avec les vides voisins d’Hercules et du Sculpteur[56]. Elle a été publiée dans Astrophysical Journal[57].
- “The Cold-Spot Repeller”[58] est une visualisation interactive qui cartographie le champ du potentiel gravitationnel et le champ de vitesse obtenus avec le catalogue Cosmicflows-3. Publiée dans Astrophysical Journal Letters[37], cette carte montre la structure en 3D des courants cosmiques qui divergent du Répulseur du Point Froid et du Répulseur du Dipôle et convergent de manière dominante sur l’Attracteur de Shapley.

Conférences publiques
- Festival d’Astronomie de Fleurance 2017
- Les Mystères du XXIe siècle 2018 à Saint-Tropez
- Semaine de l’Astronomie 2016 à Nantes
- Conférence du club d'astronomie des élèves de CentraleSupélec 2023, campus de Paris-Saclay

Programmes Radio
Daniel Pomarède a été l’invité de plusieurs émissions de radio consacrées aux actualités de la science :
- France Culture, Chronique Avec sciences « Astronomie : la découverte de Quipu, l'une des plus grandes structures de l'univers » diffusée dans Les Matins de France Culture et La Science, CQFD
- France Culture, La Science CQFD « Oscillations acoustiques baryoniques, ça bulle ? »
- France Culture, La Science CQFD « Constante de Hubble, la tension monte »
- France Culture, La Méthode Scientifique « Vera Rubin : une lumière dans l’obscurité  »
- France Culture, La Méthode Scientifique « Cosmos : les métamorphoses du vide »
- France Culture, La Méthode Scientifique « Filaments galactiques, un univers en dentelle »
- France Culture, La Méthode Scientifique « Nouveau portrait de la Voie lactée : que sait-on de notre univers proche ? »
- France Culture, La Série Documentaire Les cosmographes Épisode 4/4 : Cap vers l’horizon cosmique
- France Inter, La Tête au Carré « Laniakea, un continent de galaxies »
- France Inter, La Tête au Carré, dans La une de la science